# Дивовижний Цифровий Цирк
«Дивовижний Цифровий Цирк» (також просто «Цифровий цирк») — це комп'ютерний анімаційний 3D веб-мультсеріал, створений американською аніматоркою Gooseworx і спродюсований незалежною австралійською анімаційною студією «Glitch Productions».
У ньому розповідається про групу персонажів, які опинилися в віртуальній реальності «Дивовижного Цифрового Цирку» та намагаються, якщо не вибратися з неї, то принаймні не збожеволіти від безвиході (абстрагуватися).
Прем'єра мультсеріалу відбулася на YouTube-каналі «GLITCH» 13 жовтня 2023 року. Мультсеріал отримав схвальні відгуки, і за місяць його пілотний епізод переглянули понад 100 млн разів. Критики позитивно відзначили поєднання в ньому гумору, абсурду, жахів і тем екзистенціалізму.
У лютому 2024 року «Glitch Productions» підтвердили, що мультсеріал, окрім пілотного епізоду, складатиметься з 8-серійного 1-го сезону.
У вересні 2024 року «Glitch Productions» оголосили, що від 4 жовтня того ж року усі епізоди «Дивовижного Цифрового Цирку» також будуть доступні до перегляду на платформі Netflix, але шоу все ще буде доступне до перегляду на YouTube-каналі «GLITCH».

## Синопсис
Особа жіночої статі, про минуле якої мало що відомо, одягає гарнітуру і згодом потрапляє у пастку до світу цифрового цирку, де постає в подобі блазня. Там перебувають ще п'ятеро інших істот, які колись були людьми. Тепер вони підкоряються примхам ведучого цирку Кейна, а також мають справу зі своїми особистими травмами. Не пам'ятаючи власного імені, героїня отримує від Кейна випадкове ім'я Помні. Помні показана психічно нестабільною, оскільки вона потрапила в пастку цього світу і не хоче визнавати того, що вона не може його покинути. Вона намагається піти, але кожен вихід, який вона знаходить, виявляється фальшивим і веде в порожнечу. Решта персонажів покинули пошуки виходу і щоденно виконують завдання, які для них придумує Кейн. До них у цифровому цирку перебували й інші персонажі, що збожеволіли та перетворилися на чудовиськ.

## Акторський склад

### Головні персонажі
- Ліззі Фрімен — Помні, блазень і новачок у цирку.
- Алекс Рошон — Кейн, енергійний керівник цирку у вигляді щелеп з очима та людським тілом.
- Майкл Ковач — Джакс, фіолетовий кролик, який постійно цинічно коментує дії інших персонажів.
- Аманда Гаффорд — Раґата, персонажка, схожа на саморобну ляльку, яка намагається допомагати іншим.
- Марісса Ленті — Лантух, стрічка, згорнена в формі людини, в порцеляновій театральній масці. Вирізняється песимістичним настроєм.
- Шон Чіплок — Кінґер, шаховий король. Відсторонений персонаж, який намагається сховатися від решти.
- Ешлі Ніколс — Зубл, суміш з іграшок, що має нечіткі людські обриси. Скептично ставиться до ідей інших персонажів
- Gooseworx — Булька, асистент Кейна. Чорна летюча сфера з очима й зубами.

### Другорядні персонажі
- Елсі Лавлок — Королева ґлоїнків, правителька ґлоїнків, геометричних істот, які крадуть речі.
- Кауфмо — клоун, який збожеволів, «абстрагувався», і перетворився на бездумного звіра.
- Джек Гокінсо — Желейко, НІП, желейний крокодил.
- Тім Олександр — Барон Теодор Мілденхол, власник однойменного маєтку.

## Український дубляж
Українською мовою дубльовано студією дубляжу Lifecycle (дубляж доступний для серій одночасно на офіційному YouTube-каналІ GLITCH та на Netflix)

### Ролі дублювали

#### Головні персонажі
- Помні — Олена «Альона» Білоусова
- Кейн — Василь-Остап Кіселичник
- Джакс — Ігор Корженко
- Раґата — Айла Веклімор «Ayla» (1-4 епізоди), Ксенія «Seraphine» Занфірова (5-ий та 6-ий епізоди)
- Лантух — Карина «Cara Linne» Шкребетько
- Кінґер — Олександр Тарасенко
- Зубл — Марія Ємшанова
- Булька — Максим Соловйов

#### Другорядні персонажі
- Королева ґлоїнків (1–й та 4-й епізоди), Макс (2–й епізод) — Сергій Солдатов
- Желейко (2–й та 4-й епізоди) — Сергій Біжанов
- Чед (2–й епізод), Примарчик (3–й епізод) — Михайло Стамбула
- Фадж та місцевий божевільний (2–й епізод), голос з антракту (5-й епізод) — Костянтин Вікторов
- Принцеса Лу (2–й епізод) — Стефанія «Lem0nka» Барчук
- Марта Мілденхол (3–й епізод) — Олена Вишнякова
- Барон Теодор Мілденхол (3–й епізод) — Михайло Войчук
- Місяць (1-й та 5-й епізоди) — Марія Ємшанова
- Сонце (з відеоанонсу перед виходом 2-го епізоду), НІП-стирчок (4-й епізод) — Анна Андрієвська
- НІП-пластівцелюб (4-й епізод), НІП-зникало (5-6 епізоди) — Нікіта Стрелков
- Дюк (6-й епізод) — Роман Грибовський
- Виконання пісні на початку першого епізоду: Карина Скиба

## Епізоди
| № серії | Назва серії                                                   | Розкадрування | Оригінальна дата виходу |
| --- | ------------------------------------------------------------- | ------------- | ----------------------- |
| 1 | «Пілот»                                                       | Неда Лей      | 13 жовтня 2023          |
| Молода дівчина потрапляє в пастку у відеогрі на циркову тематику після того, як вдягає шолом віртуальної реальності. Вона знайомиться з групою інших людей, що опинилися в пастці: Джакс, Раґата, Лантух, Кінґер і Зубл. Вона згадує, що бачила двері до виходу, але інші це заперечують. Зрозумівши, що вона не пам'ятає власного імені, ведучий ШІ Кейн називає її Помні. Потім він відправляє їх на пошуки «глоїнків», геометричних істот, які крадуть усе, що трапляється їм на шляху; вони викрадають Зубл, і група розділяється в його пошуках. Помні, Раґата та Джакс вирушають перевірити, як там Кауфмо, персонаж-клоун. Прибувши до його кімнати, вони виявляють, що він «абстрагувався» і перетворився на бездумного звіра. Він нападає на Раґату, внаслідок чого вона починає глючити, а Помні тікає і натрапляє на вихід; пройшовши крізь нього, вона потрапляє до приміщення, схожого на офіс, і врешті опиняється в зоні під назвою «Порожнеча», доки Кейн не забирає її назад у Цирк. Тим часом інші перемагають Королеву глоїнків за допомогою Кауфмо, а Кейн знову з'являється і пропонує всім бенкет як винагороду. Виявляється, що гра запущена на застарілому вінтажному комп'ютері. |                                                               |               |                         |
| 2 | «Цукерковий хаос на колесах! / Candy Carrier Chaos!»          | Gooseworx     | 3 травня 2024           |
| Кейн підготував нову пригоду — подорож у Королівство Цукеркового Каньйону. Помні, Джакс, Раґата, Лантух, Кінґер і Зубл повинні повернути цистерну кленового сиропу, яку викрали желейні крокодили. Під час гонитви за вантажівкою злодіїв їхній ватажок Желейко та Помні провалюються під карту через помилку колізії. Желейко знаходить запасні моделі себе та інших НІПів і усвідомлює фальшиву природу своєї реальності. Помні співпереживає його почуттю нікчемності та запрошує його жити в Цирку. Обоє сідають у запасну копію вантажівки і користується помилкою колізії, щоб викинути вантажівку назад на карту. Решта команди опинилася в річці, де їх хоче з'їсти чудовисько Фадж. Героям вдається переконати його, що вони неїстівні. Помні відшукує їх і пропонує віддати одну цистерну з сиропом злодіям, а її копію доставити в Цукерковий Каньйон. Королева дякує героям і вони повертаються до Цирку разом з Желейком. Останньої миті з'ясовується, що Джакс впустив до Королівства Фаджа. Коли Желейко входить до Цирку, Кейн видаляє його, бо боїться, що перестане розрізняти людей та НІПів. Помні засмучена, але її підтримує Раґата, що запрошує всіх на поминки за Кауфмо. |                                                               |               |                         |
| 3 | «Таємниця Маєтку Мілденхол / The Mystery Of Mildenhall Manor» | Gooseworx     | 5 жовтня 2024           |
| Помні намагається дізнатись як довго вона здатна затримувати подих. Кейн придумує нову пригоду в моторошних декораціях, але Зубл не йде туди з іншими персонажами. Кейн влаштовує для Зубл сеанс психотерапії, та в якийсь момент вони міняються місцями. Помні, Джакс, Раґата, Лантух і Кінґер повинні зловити потойбічних істот у маєтку Мілденхол. Перед ними виявляється двоє дверей, що ведуть до простої та складної пригоди. Помні та Кінґер затягує до тих, що ведуть до складної. Вони опиняються в підвалі, де виявляють аудіозаписи власника маєтку, що полював на загадкове чудовисько, але вбив власну дружину. Його голос застерігає не допустити, щоб голова й тіло чудовиська об'єдналися. Істота переслідує Помні та Кінґера, вони потрапляють на нижній ярус підвалу. Там, на останках містера Мілденхола, Кінґер знаходить рушницю та застрелює голову й тіло чудовиська. Тоді наступний запис пояснює, що чудовисько не можна було вбивати. Містер Мілденхол усе спланував, щоб гості порушили заборону і його душа могла звільнитися з пекла та вселитися в Помні чи Кінґера. Обох затягує до темного пекла, де Кінґер пригадує, що в нього була дружина, яка абстрагувалася, але в темряві повернула собі спокій. Коли Помні намагається вийти з пекла, в неї тимчасово вселяється душа Мілденхола. Кінґер пропонує затримати подих і разом з Помні досягає виходу. Раґата й Лантух тим часом мирно чаювали з привидом дружини власника маєтку, а Джакса зв'язали, щоб він не надокучав. Помні дякує Раґаті за те, що вона підтримувала її в попередні дні. На запитання Джакса як минула пригода в компанії Кінґера, Помні відповідає, що непогано. |                                                               |               |                         |
| 4 | «Маскарад швидкого харчування / Fast Food Masquerade»         | Gooseworx     | 14 грудня 2024          |
| Після попередньої пригоди жителі Дивовижного Цифрового Цирку хочуть якусь звичайну пригоду. Джакс «випадково» розбиває маску Лантух і Зубл дає їй іншу, з позитивним виразом обличчя. Кейн призначає всім стати працівниками ресторану швидкого харчування «Спадзіс!», але Кінґер вирішує не брати в цьому участі. Решта приймають різні ролі, а Лантух стає менеджеркою та пригадує, що була нею і в реальному життя. Вона виявляється дуже вимогливою та прискіпливою, що дратує решту персонажів. Помні зустрічає серед відвідувачів ресторану Желейка, та він не пам'ятає її. Раґата випадково потрапляє під дію «соусу, від якого тупішаєш», тому лінується і хоче чіплятися до клієнтів. Наприкінці робочого дня Лантух перевтомлюється, але Помні обіцяє закінчити роботу за неї. Лантух зриває свою нову маску й повертається до норми. Джакс визнає її найкращою працівницею, але знижує оцінку за те, що покинула робоче місце зарано. Лантух вважає, що через її вимогливість усі на неї образилися, але Зубл запрошує її до гурту. |                                                               |               |                         |
| 5 | «Без назви / Untitled»                                        | Gooseworx     | 21 червня 2025          |
| Повернувшись із чергової пригоди, мешканці Цифрового Цирку висловлюють своє невдовлення ідеями Кейна. Тоді Кейн пропонує переглянути їхні пропозиції, щоб довести їхню слабкість. Ідея Джакса щодо полювання на червонокнижних тварин (Лантух і Зубл виступають здобиччю) не подобається іншим. Далі за черговим сценарієм Джакса Помні стає президентом США, а до її кабінету вриваються Джакс і Лантух у ролі терористів. Джакс застає Помні та Кінґера за сценою, що нагадує скандал Клінтон-Левінскі. За задумом Лантух герої опиняються в епізоді аніме, але вона вимагає пропустити це, коли Джакс починає з неї глузувати. Опинившись під спокійним зоряним небом, як хотіла Помні, вона дізнається, що в Джакса був єдиний друг. Потім у барі персонажі діляться деталями своєї біографії. Помні зазначає, що їй 25 років, вона працювала в бухгалтерії та полюбляла знімати відео про покинуті місця. Раґата згадує своє життя на фермі зі сварливою матір'ю. Зубл зазначає про свою роботу в барі й тату-студії. Лантух зізнається про своє захоплення малюванням, яке покинула через підробітки в забігайлівках. Джакс бреше, переповідаючи серіал «Пуститися берега». В наступній пригоді, вигаданій Раґатою, персонажі змагаються зі своїми злими двійниками в софтболі. Лантух перемагає і стає веселішою. Попри очікування Кейна, мешканці Цирку вподобали деякі пригоди. За ними здалеку спостерігає манекен, який кілька разів з'являвся і зникав раніше. |                                                               |               |                         |
| 6 | «Кожному по стволу / They All Get Guns»                       | Gooseworx     | 16 серпня 2025          |
| Кейн організовує церемонію нагородження улюбленого персонажа Цифрового цирку. Зубл намагається сховатися від нього, але Джакс виказує де вона. Кейн пропонує перед початком церемонії тест на взаємну довіру. Коли її відхиляють, він влаштовує командне змагання з вогнепальною зброєю. Помні об'єднується з Джаксом і розпитує про підстави його страху перед кукурудзою. Далі вони обговорюють архетипи одне одного, що спонукає Помні на один день зіграти роль злої героїні. Кінґер демонструє здатність поповнювати здоров'я Раґати. Джакс застрелює Раґату, коли вона звинувачує його в маніпуляціях Помні, тоді як Кінґер випадково ліквідує себе. Вони опиняються в «кутку невдах», де Кінґер втішає Раґату, коли вона зізнається у своєму страху, що її будуть ненавидіти, бо вона не змогла всім допомогти. Після перемоги над Зубл та Лантухом, Джакс чинить опір зростаючій прихильності Помні до нього та заявляє, що їхня дружба була удавана, щоб зробити Помні боляче. Між ними відбувається жорстока бійка. Пізніше, під час церемонії нагородження, Джакс ховається у вбиральні, дивлячись у дзеркало. Кейн оголошує улюбленим персонажем манекена на ім'я Пес Дюк, який з'являвся на початку. Пізніше Кейн дізнається, що за нього ніхто не проголосував. |                                                               |               |                         |

## Сприйняття
Перший епізод менше, ніж за місяць, зібрав 100 млн переглядів на YouTube.
Дані Ді Плачідо з Forbes описав перший епізод: «Аспекти обстановки та сюжету, схоже, черпають натхнення з давніх інтернет-мемів і крипіпаст, таких як „Backrooms“, але шоу виглядає як свіжий, унікальний погляд на знайомі страхи».
Майк Бедард у The Looper прирівняв «Дивовижний цифровий цирк» до інших тривожно похмурих дитячих шоу, таких як «Завойовник Зім», «Кураж, боягузливий пес», або деякі епізоди «Губка Боб Квадратні Штани». В серіалі, за його висновком, немає нічого відверто насильницького чи сексуального, але «є багато незвичайності та прихованої темряви».
Сайт The Gamer назвав «Дивовижний цифровий цирк» найвидатнішою інді-анімацією за багато років. Натхненний класичною оповіданням і відеогрою «Я не маю рота, але я мушу кричати», і досліджуючи при цьому дуже темні теми, серіал нагадує барвисту гру для Nintendo GameCube. Але «Дивовижний цифровий цирк» приваблює не стільки цим контрастом, як відчуттям таємниці, прихованої за віртуальним світом, і натяками, що персонажі — це щось більше, ніж грайлива зовнішність, яку нав'язав їм їхній господар.